# 베트남의 모델 목록
다음은 베트남의 모델 목록이다.

## 가
- 깟프엉

## 나
- 뉴꾸인

## 다
- 도티하이옌

## 라
- 란프엉
- 럼우옌니
- 레카인
- 르엉마인하이
- 리냐끼

## 마
- 마이투후옌
- 마이프엉투이
- 미떰
- 미주옌
- BB 민투이

## 바
- 보호앙옌
- 부이빅프엉
- 부하아인
- 부호앙미
- 비엣찐
- 비엣흐엉
- 빈민

## 사
- 쑤언란

## 아
- 옌짱
- 응오타인번
- 응옥지엡
- 응우옌린응아
- 응우옌응옥오아인
- 응우옌지에우호아
- 응우옌투투이
- 응우옌티엔응아
- 응우옌티응옥카인

## 자
- 즈엉쯔엉티엔리
- 엘리 쩐
- 쯔엉응옥아인

## 카
- 키위 응오마이짱

## 타
- 타인항

## 파
- 판투응언
- 팜투항

## 하
- 하끼에우아인
- 호응옥하
- 흐어비반